# Abbazia di Fontevivo
L'abbazia di San Bernardo, meglio nota come abbazia di Fontevivo, è un'abbazia cistercense situata in piazza Repubblica 1 a Fontevivo, in provincia e diocesi di Parma; è sede di una parrocchia compresa nella zona pastorale della Bassa.
L'abbazia fa parte dell'Associazione dei Castelli del Ducato di Parma, Piacenza e Pontremoli.

## Storia
Il complesso fu fondato quale dipendenza diretta della non lontana abbazia di Chiaravalle della Colomba il 5 maggio del 1142, da un gruppo di dodici monaci cistercensi; i frati, guidati dall'abate Viviano, promossero i lavori di costruzione di un insieme di edifici composto da una chiesa, una biblioteca, un refettorio, una cucina, una dispensa e i numerosi dormitori per i monaci, disposti, come consuetudine delle abbazie cistercensi, attorno a un grande chiostro quadrato; il terreno di circa 8,5 biolche parmigiane, all'epoca disabitato e paludoso a causa dei numerosi fontanili presenti in zona, donde il nome di Fons vivus (Fontevivo), fu loro donato dal vescovo di Parma Lanfranco e dal marchese Delfino, figlio di Oberto I Pelavicino. I frati intrapresero inoltre un'importante opera di bonifica della zona, compresa tra il fiume Taro e il torrente Stirone e bagnata anche dalle acque del Taro morto.
Nel 1144 il papa Lucio II confermò all'abate Viviano le proprietà del convento, ponendolo sotto la protezione della Santa Sede.
Nel 1245 l'abbazia fu occupata e saccheggiata dall'esercito dell'imperatore Federico II di Svevia, poco prima dell'assedio di Parma, che si sarebbe concluso solo con la battaglia del 1248.
Verso la fine del XIII secolo la chiesa originaria, all'epoca dedicata a Maria Vergine, fu ricostruita sull'imponente impianto basilicale attuale.
Agli inizi del XV secolo il complesso iniziò un lento declino, a causa dell'istituto della commenda, che comportò una drastica riduzione delle rendite su cui si reggeva. Ciò non fermò tuttavia la costruzione della facciata della chiesa, che fu completata all'epoca.
Nel 1483, durante la guerra dei Rossi, il monastero fu occupato e danneggiato dalle truppe milanesi di Ludovico il Moro.
Nel 1497 l'abbazia fu aggregata alla Congregazione italiana di San Bernardo, con la conseguente reintitolazione della chiesa al santo cistercense. Nel 1518 il papa Leone X ne decretò l'unione alla Congregazione cassinese dell'abbazia benedettina di San Paolo fuori le mura, causando l'allontanamento degli ultimi monaci cistercensi nel 1546.
Nel 1605 il complesso fu acquistato dal duca Ranuccio I Farnese, che fece tracciare dall'ingegner Smeraldo Smeraldi un viale di fronte al tempio, al termine del quale fece edificare la chiesa dei Cappuccini, con relativo convento oggi non più esistente.
Nel 1614 la giurisdizione spirituale sul monastero fu trasferita all'abbazia di San Giovanni Evangelista di Parma, mantenendo l'autonomia rispetto al vescovo cittadino.
Nel 1728 il duca Antonio Farnese, al fine di rientrare in possesso della rocca Sanvitale di Sala Baganza, decise di concedere il monastero in uso al collegio dei Nobili come residenza estiva; si impegnò quindi a ristrutturare a sue spese la struttura e avviò immediatamente i lavori, che tuttavia, benché in stato avanzato, si interruppero bruscamente nel 1731 in seguito alla sua morte. Nel 1733 il nuovo duca Carlo di Borbone riavviò il cantiere e offrì temporaneamente all'istituto il suo palazzo di Borgo San Donnino, di cui tuttavia l'anno seguente la duchessa Enrichetta d'Este, in qualità di vedova di Antonio Farnese, decise di prendere possesso; nell'agosto del 1734, quindi, i religiosi dovettero trasferirsi nell'abbazia di Fontevivo, nonostante i lavori ancora in corso, che furono conclusi solo nel 1737.
Nel 1780 il nuovo duca Ferdinando di Borbone, profondamente legato all'abbazia, incaricò il pittore Antonio Maria Ferrari della decorazione del salone delle Accademie; nel 1791, inoltre, fece costruire alcune sale affacciate sul chiostro e un teatro al piano terreno, al posto della cappella per i convittori, che fu spostata al primo piano. Negli anni seguenti il Duca finanziò nuove opere di ampliamento del collegio, ma il 9 ottobre del 1802 morì improvvisamente a Fontevivo dopo aver assistito a una rappresentazione nel teatro dell'abbazia e i cantieri, benché già avviati, furono bruscamente interrotti.
In seguito all'annessione del ducato di Parma e Piacenza all'impero di Francia, i gesuiti furono cacciati e, nel 1806, il collegio dei Nobili fu laicizzato; le famiglie ritirarono in segno di protesta i loro figli dalla scuola, che fu chiusa.
Con la Restaurazione, nel 1815 la duchessa Maria Luigia riaprì il collegio, affidandolo ai padri benedettini dell'abbazia di San Giovanni Evangelista; tuttavia, gli anni seguenti furono segnati da una progressiva decadenza.
Nel 1831, in seguito alla fusione del collegio dei Nobili col collegio Lalatta nel collegio ducale Maria Luigia, il monastero continuò a essere utilizzato come residenza di villeggiatura estiva, fino al definitivo abbandono verso la fine del XIX secolo.
Nel 1849 fu sciolta la congregazione di San Giovanni e la chiesa divenne sede parrocchiale, ma il quadro si ribaltò cinque anni dopo; la situazione fu chiarita solo nel 1892, quando i benedettini dovettero abbandonare la giurisdizione spirituale sul luogo di culto, che fu in seguito trasformato definitivamente in parrocchia, alle dipendenze della diocesi di Parma.
Nel 1987 l'ex abbazia, all'epoca adibita a residenze popolari, laboratori e negozi, fu acquistata dal comune di Fontevivo, che ne avviò il restauro e il recupero quale sede di una struttura alberghiera, di un ristorante e, dal 2012, del piccolo Museo delle Fisarmoniche.

## Descrizione
Il complesso è costituito dalla chiesa a nord del chiostro e dall'ex abbazia sviluppata sugli altri tre lati di quest'ultimo e su un'ulteriore ala a sud.

### Chiesa di San Bernardo

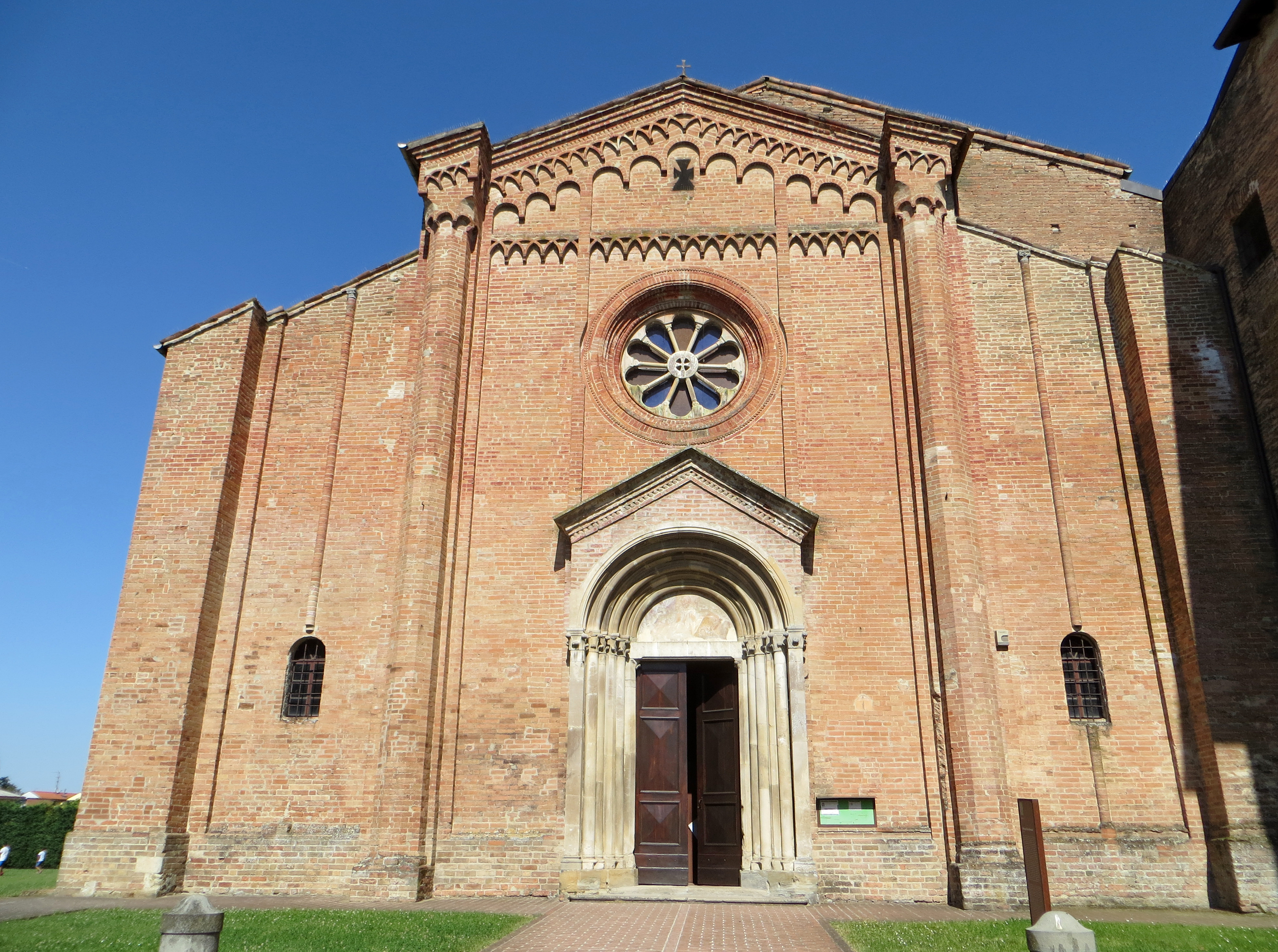
Facciata della chiesa

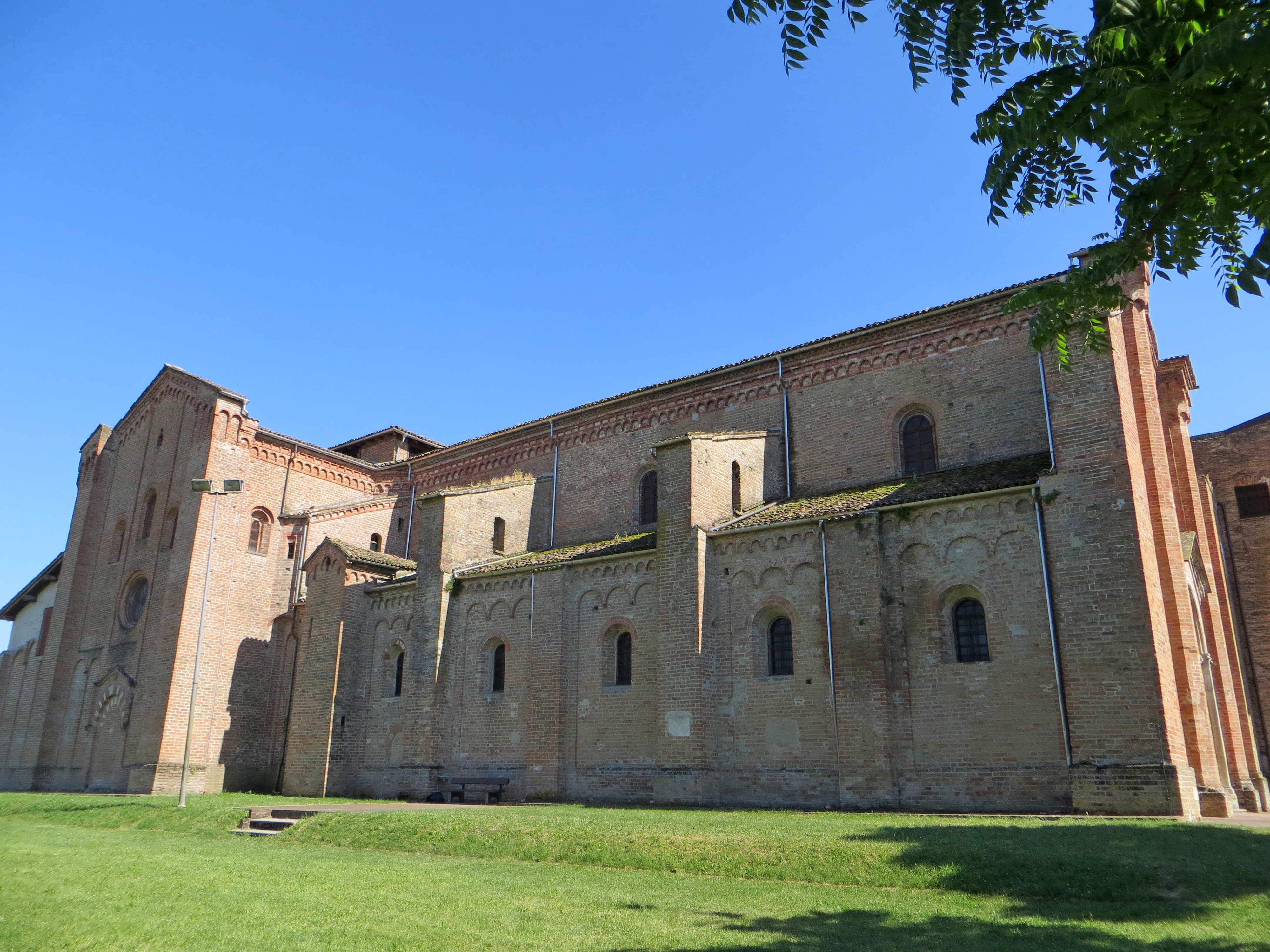
Lato nord e transetto della chiesa

La chiesa si sviluppa su un impianto basilicale a tre navate di sei campate, con un ampio transetto dotato di due cappelle laterali per parte e un coro quasi quadrato a est.
La simmetrica facciata a salienti, interamente rivestita in laterizio come il resto del luogo di culto, è scandita verticalmente da due semipilastri a pianta poligonale e, alle estremità, da due massicce lesene rettangolari; al centro, l'ampio portale d'accesso a edicola, profondamente strombato e decorato con colonnine in pietra con capitelli, è coperto da due piccole falde; la lunetta sopra all'ingresso ospita un affresco della fine del XVII secolo, raffigurante San Bernardo di Chiaravalle. Al di sopra si apre un grande rosone con raggiera di colonnine, delimitato da una cornice in mattoni modanata; più in alto una fascia orizzontale di archetti ogivali precede una piccola finestra a forma di croce e l'alto fregio di coronamento, composto da due serie di archetti a tutto sesto e a sesto acuto.

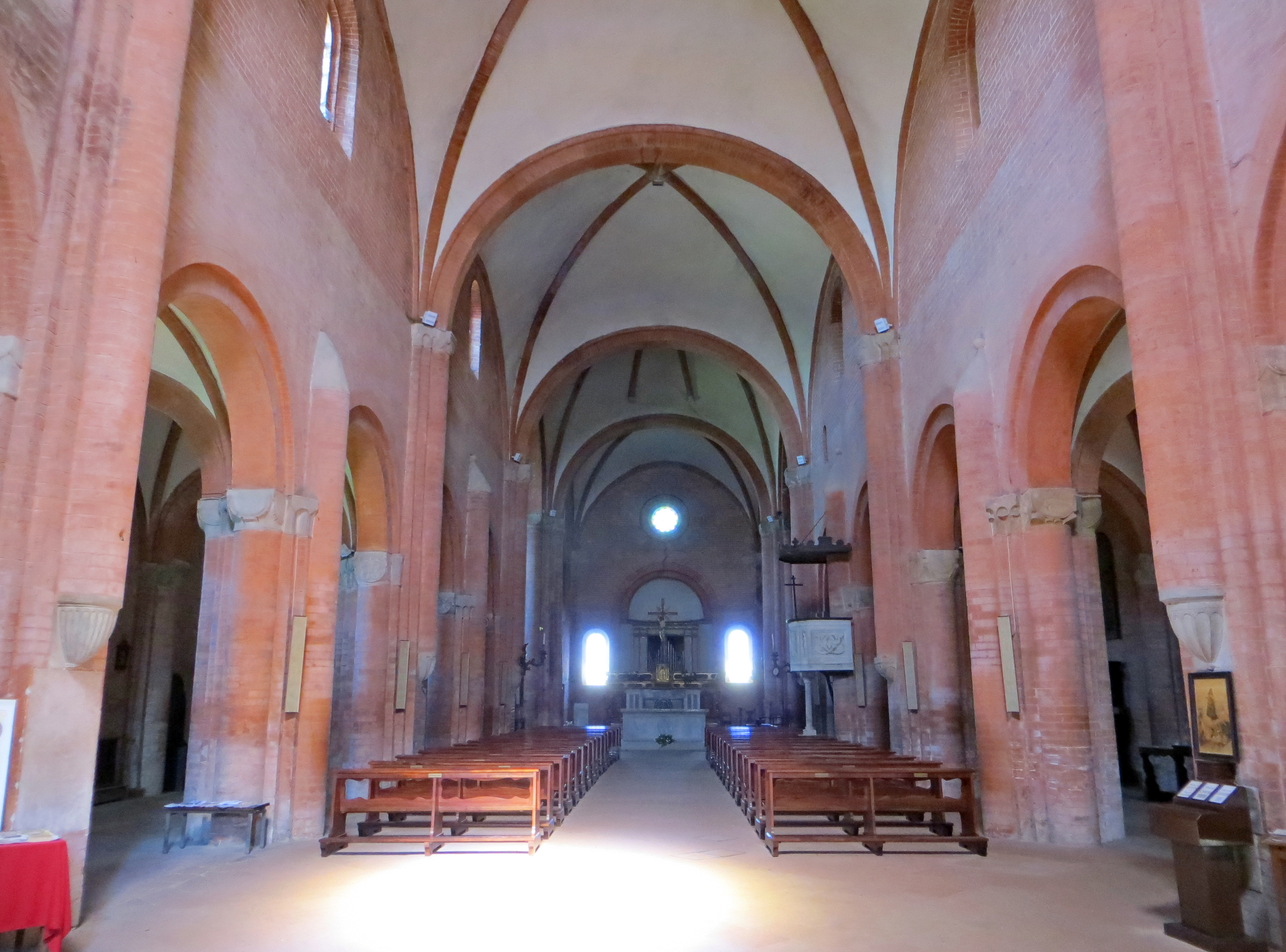
Navata centrale

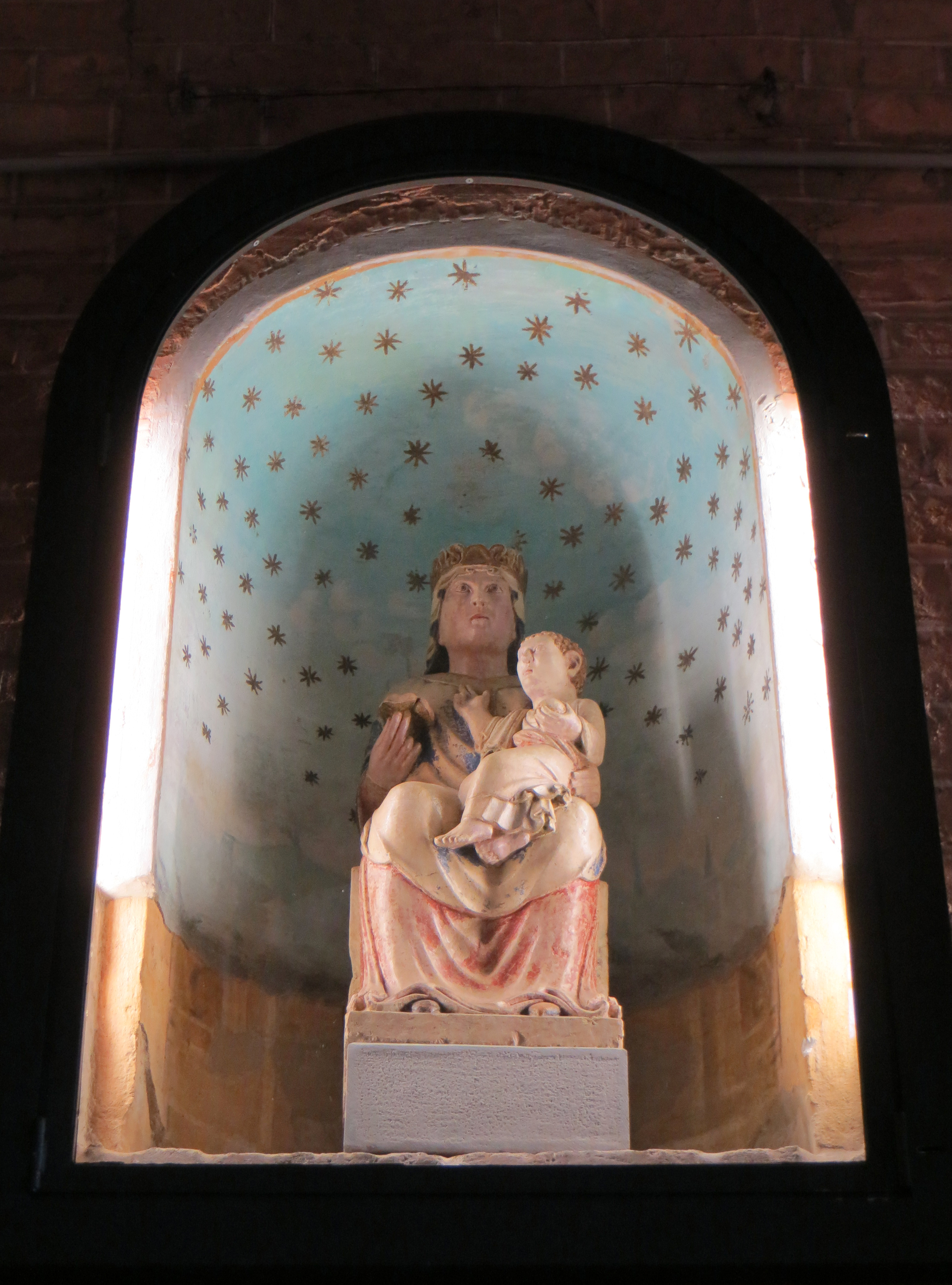
Madonna col Bambino attribuita a Benedetto Antelami

Il lato nord è scandito da contrafforti e lesene e coronato sulla navata sinistra da un fregio ad archetti a tutto sesto e sulla più alta navata centrale da una doppia fascia di archetti analoghi alla facciata. Il maestoso transetto, coronato da un profilo cuspidato, è caratterizzato dall'ampio rosone centrale, sormontato da tre monofore ad arco strombate. Oltre le due cappelle laterali, si innalza l'abside sul retro, similare al transetto, a eccezione delle bucature in testata: in sommità è presente un rosone centrale, mentre ai lati si aprono due ampie monofore ad arco strombate. Il lato sud risulta invece quasi interamente coperto dal loggiato del chiostro adiacente.

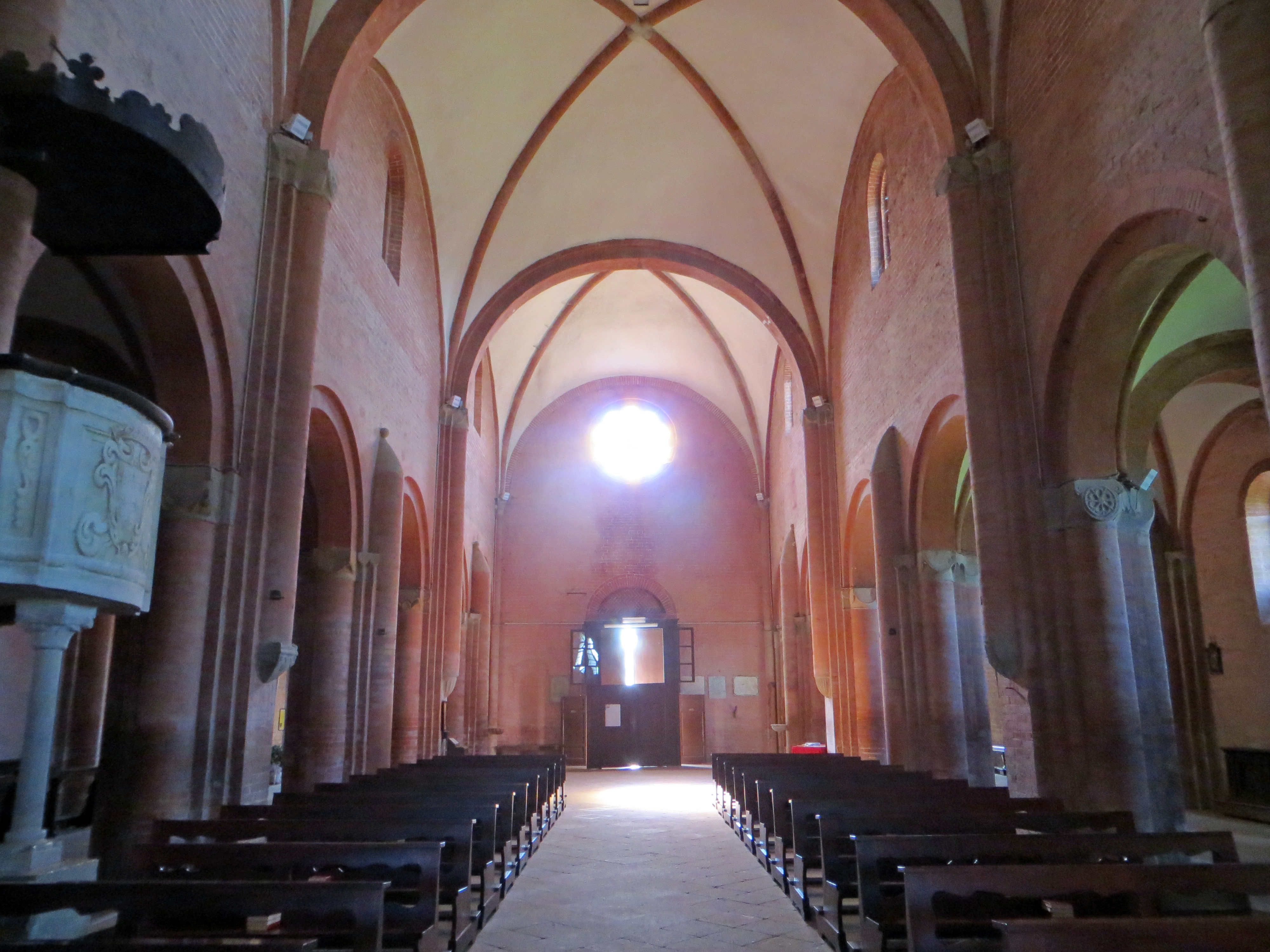
Navata centrale e controfacciata

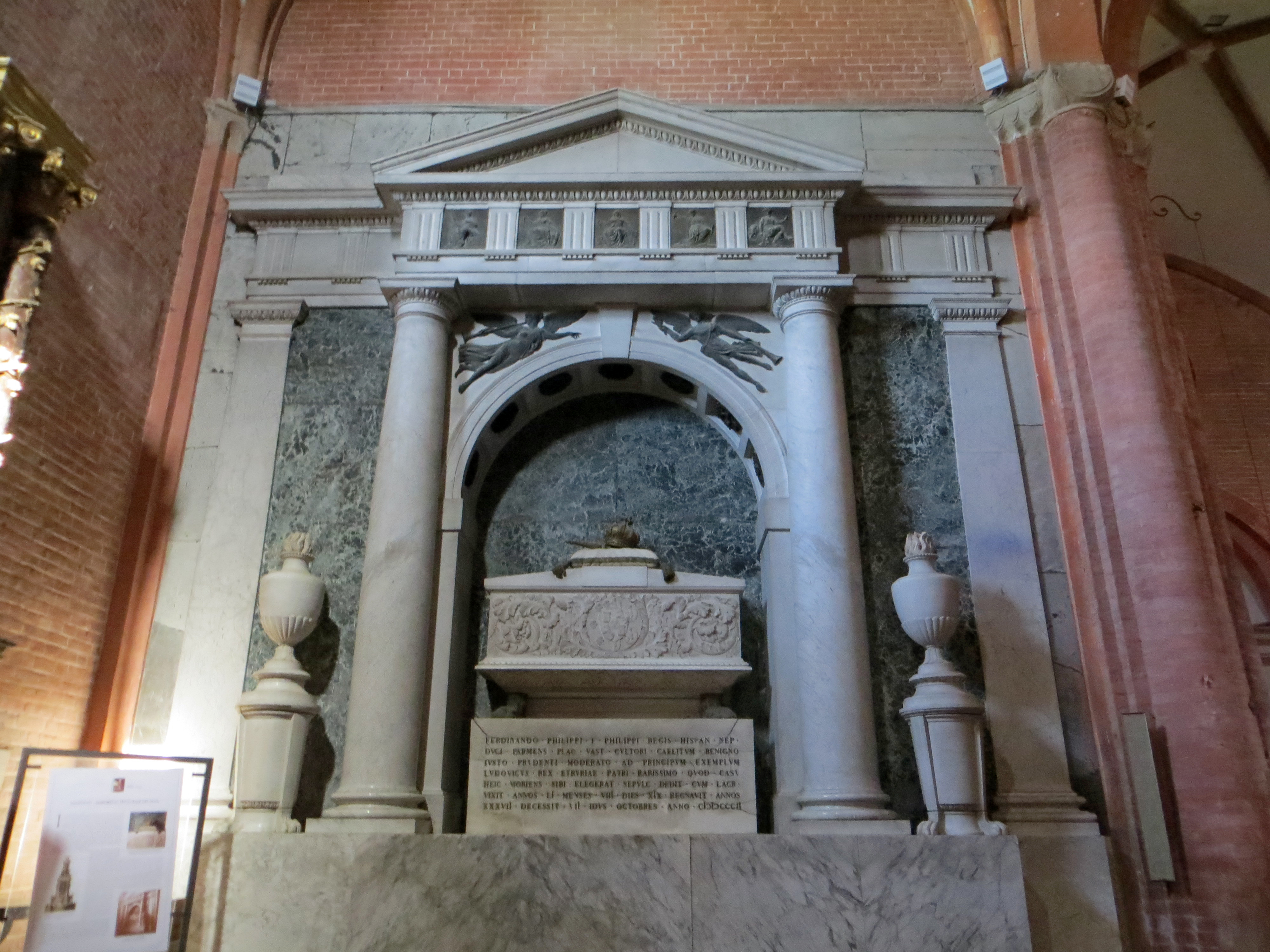
Monumento sepolcrale del duca Ferdinando di Borbone

All'interno le navate con pareti in laterizio, coperte da volte a crociera intonacate con costoloni in mattoni, sono separate fra loro da una serie di arcate a tutto sesto; queste ultime sono sostenute da massicci pilastri quadrilobati, con semicolonne e pilastrini coronati da capitelli a cubo scantonato in pietra, decorati con bassorilievi raffiguranti motivi floreali.
Una nicchia a lato della navata destra ospita una statua in pietra risalente al XII secolo, raffigurante la Madonna col Bambino; la pregevole scultura, che mostra ancora numerose tracce delle pitture originarie, fu sottoposta nel 1987 a un intervento di restauro, in seguito al quale fu attribuita a Benedetto Antelami.

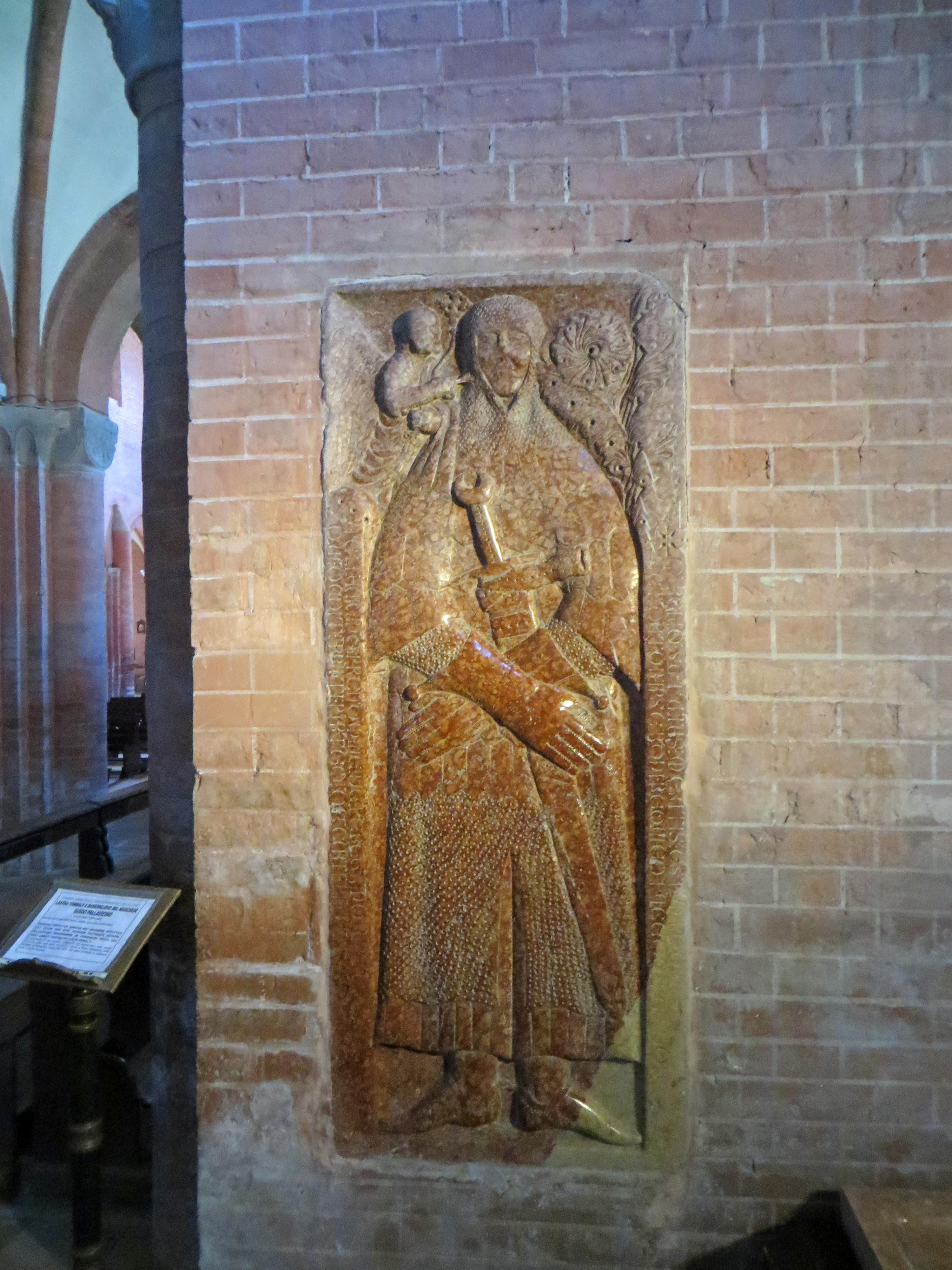
Lastra sepolcrale di Guidone Pallavicino

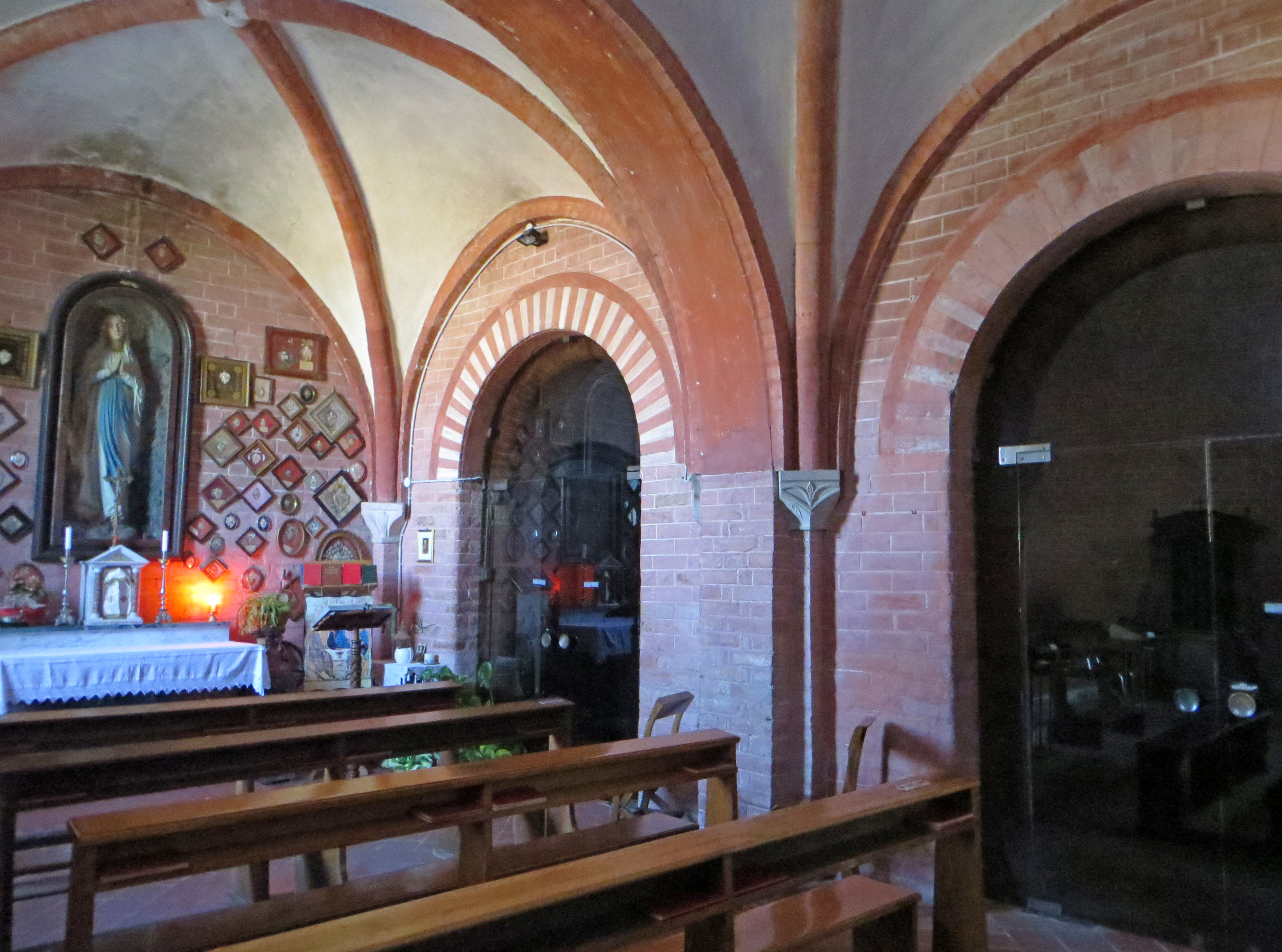
Cappella del Sacramento

Il transetto, le sue quattro cappelle laterali e il coro sono coperti da volte analoghe alle navate, mentre la crociera è chiusa da un'insolita cupola con pennacchi, decorata con una stella centrale in mattoni da cui scendono 12 costoloni, 8 dei quali interrotti con peducci in pietra in corrispondenza del piano d'imposta della volta.
La parete in laterizio del ramo sinistro del transetto ospita murata la lastra sepolcrale del templare Guidone Pallavicino, scomparso nel 1301; la lapide, in marmo rosso di Verona, è decorata con un bassorilievo a grandezza naturale raffigurante il cavaliere con l'armatura e una spada; a lato è incisa l'epigrafe: MARCHIO SEPULTUS MERITIS EST MARMORE SCULPTUS DET DATOR IPSE BONI REQUIEM PACEMQUE GUIDONI PELLAVICINO PRAENOMINE DE PEREGRINO MCCCI QUI DEDIT ABBATI PARTEM DE CURTE REDALTI, ossia "Il marchese sta qui sepolto, raffigurato nel marmo per i suoi meriti: Colui che dona ogni bene, dia pace e riposo a Guidone Pallavicino della famiglia di Pellegrino, morto nel 1301, che donò all'Abate la proprietà della corte di Redalto".
Di fronte a essa, è posizionato il neoclassico monumento sepolcrale del duca Ferdinando di Borbone, scomparso a Fontevivo nel 1802; il mausoleo, in marmo bianco di Carrara con fondale in marmo verde, fu progettato dall'architetto Francesco Martin Lopez nel 1803; è costituito da un'ara tombale decorata con bassorilievi di gusto neorinascimentale, collocata in una nicchia ad arco a tutto sesto, sovrastata da due geni alati in bronzo, allegorici della Pace e della Giustizia; ai lati si innalzano due colonne di ordine tuscanico, a sostegno dell'architrave con triglifi e metope raffiguranti le virtù del sovrano; a coronamento si staglia il frontone triangolare.
Il presbiterio accoglie l'altare in pietra di Saltrio realizzato nel 2014 dallo scultore Paolo Borghi; il paliotto è costituito dall'antico ripiano dell'altare maggiore retrostante.

### Abbazia

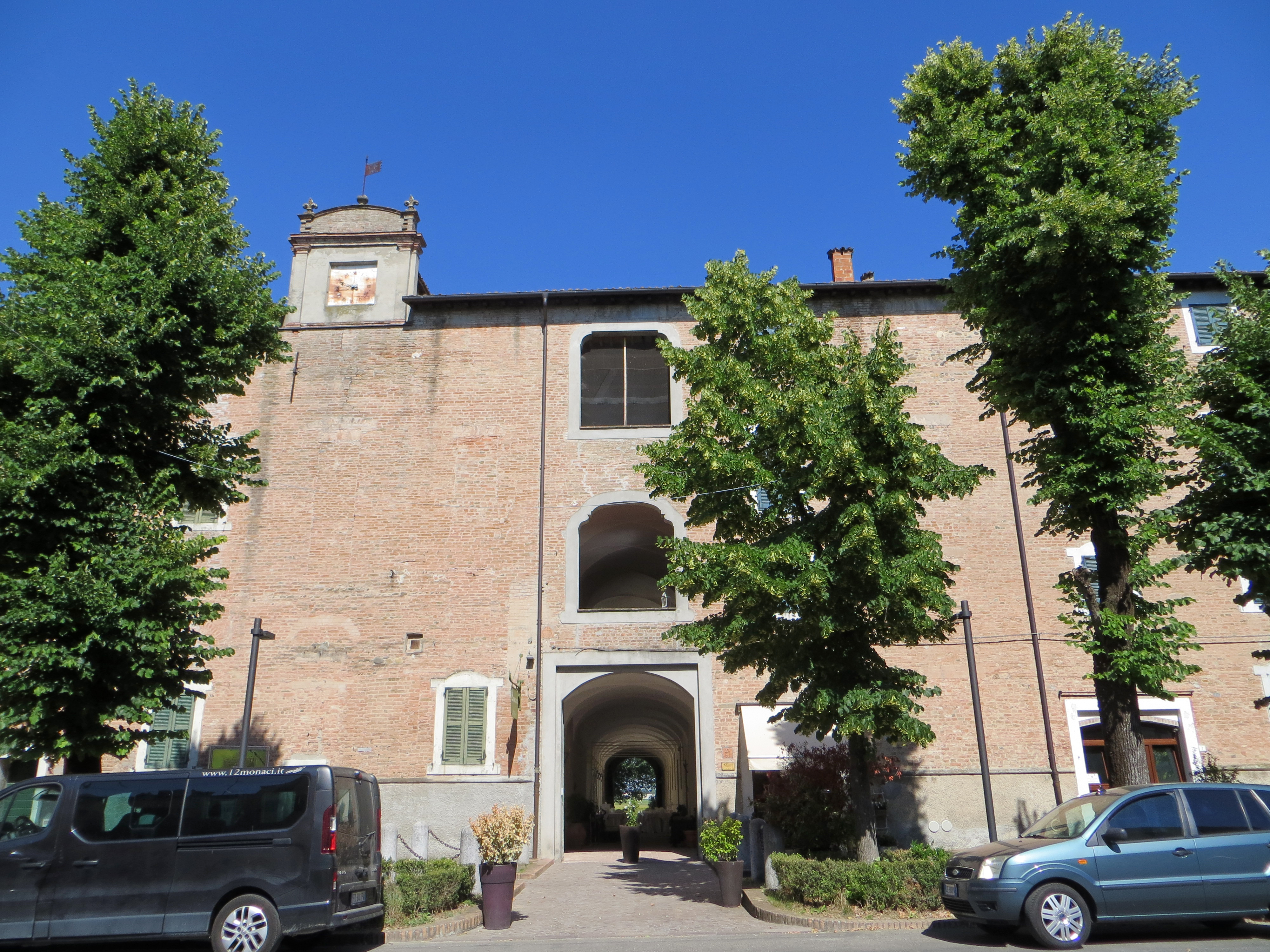
Facciata

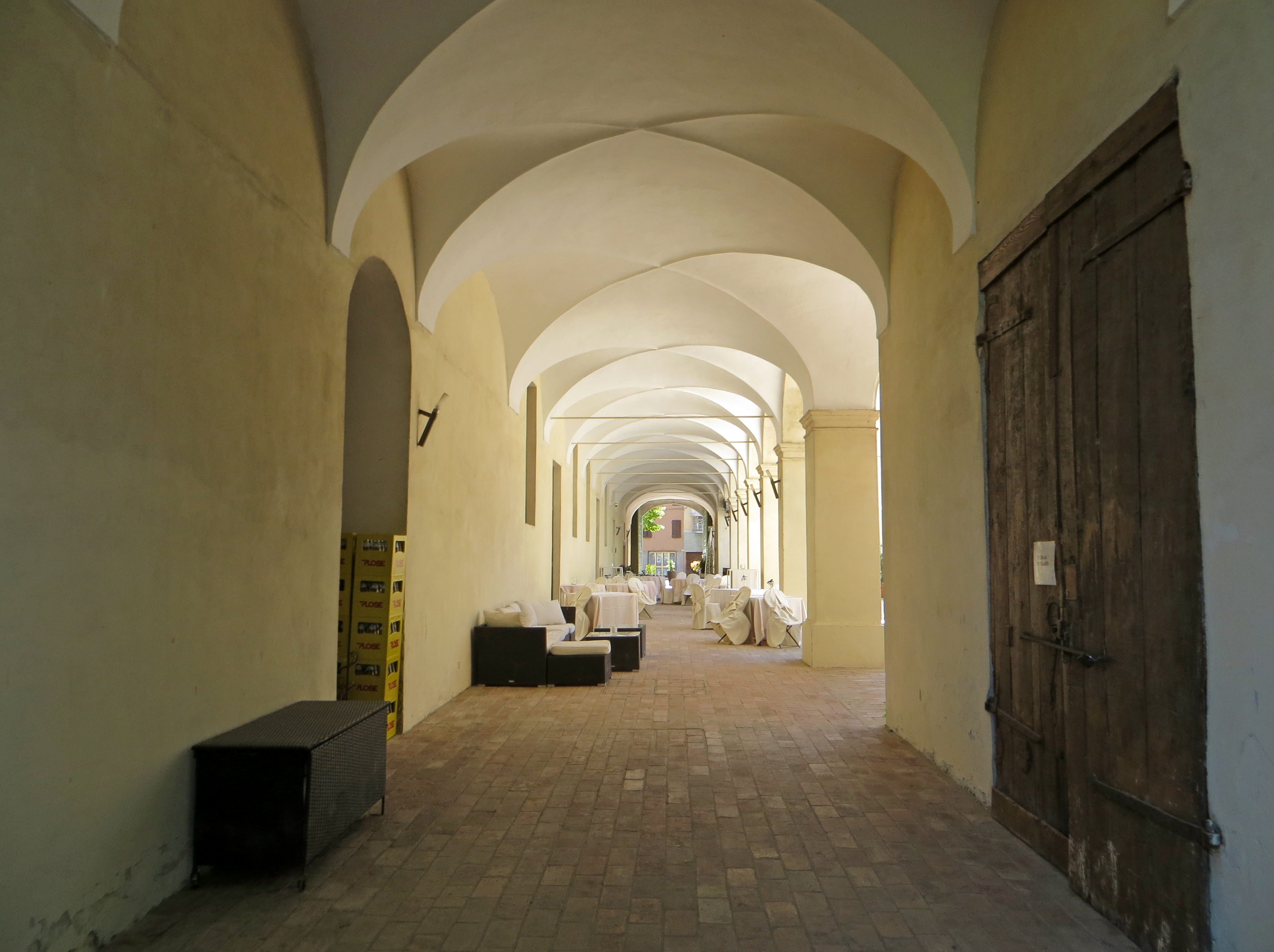
Corridoio d'accesso al chiostro

L'ex abbazia si sviluppa attorno al grande chiostro quadrato adiacente alla chiesa, allungandosi a sud con un'ulteriore ala un tempo destinata ai monaci.
L'asimmetrica facciata su via Roma, interamente rivestita in laterizio sopra all'alto basamento intonacato, si innalza su tre livelli fuori terra, con numerose finestre delimitate da cornici; il prospetto è coronato nel mezzo da un torrino intonacato, al cui centro si staglia un orologio. Sulla destra, un grande portale, sovrastato da due ampie bucature con coronamento ad arco ondulato, conduce direttamente al portico interno.

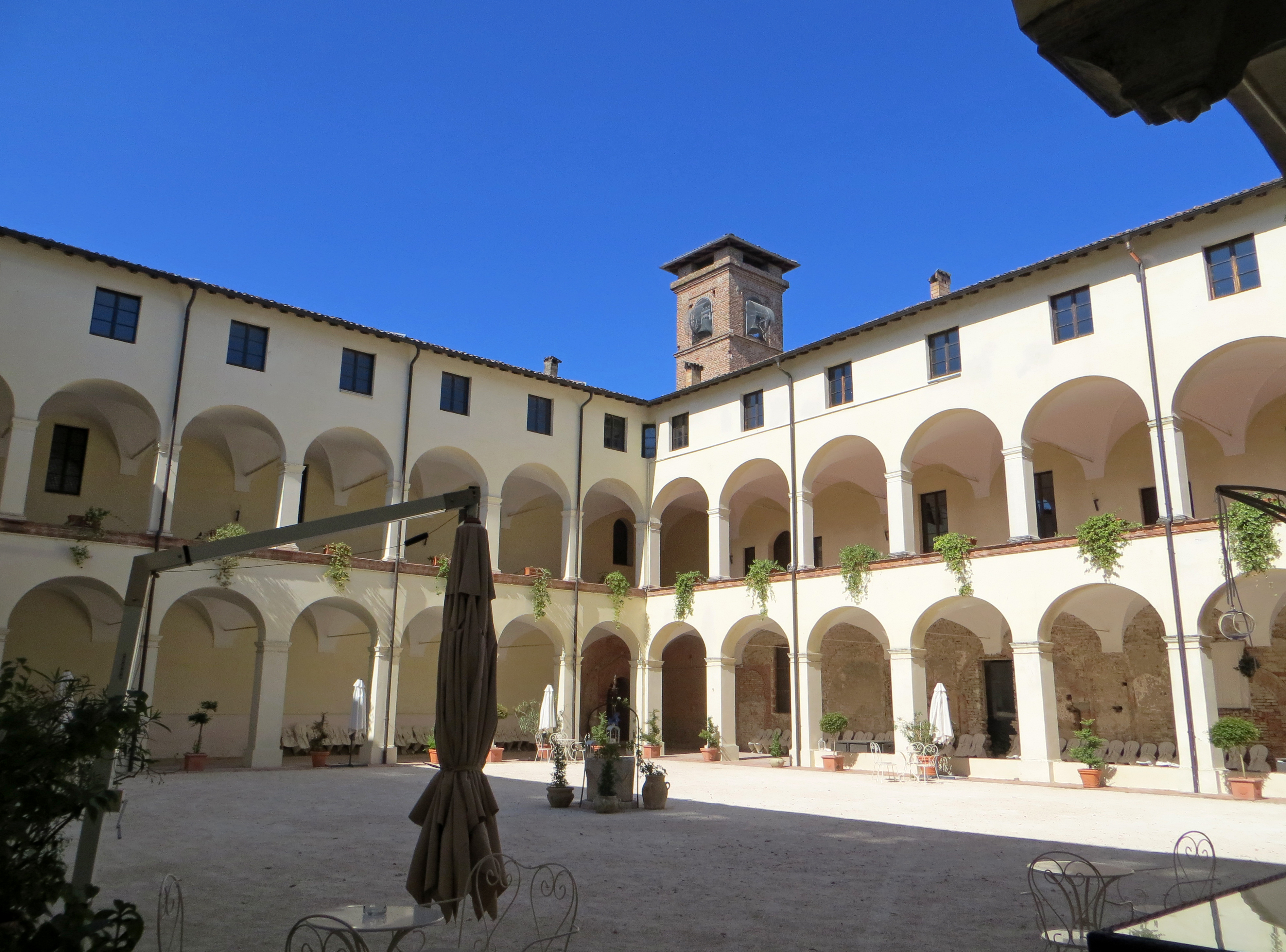
Lati nord ed est del chiostro

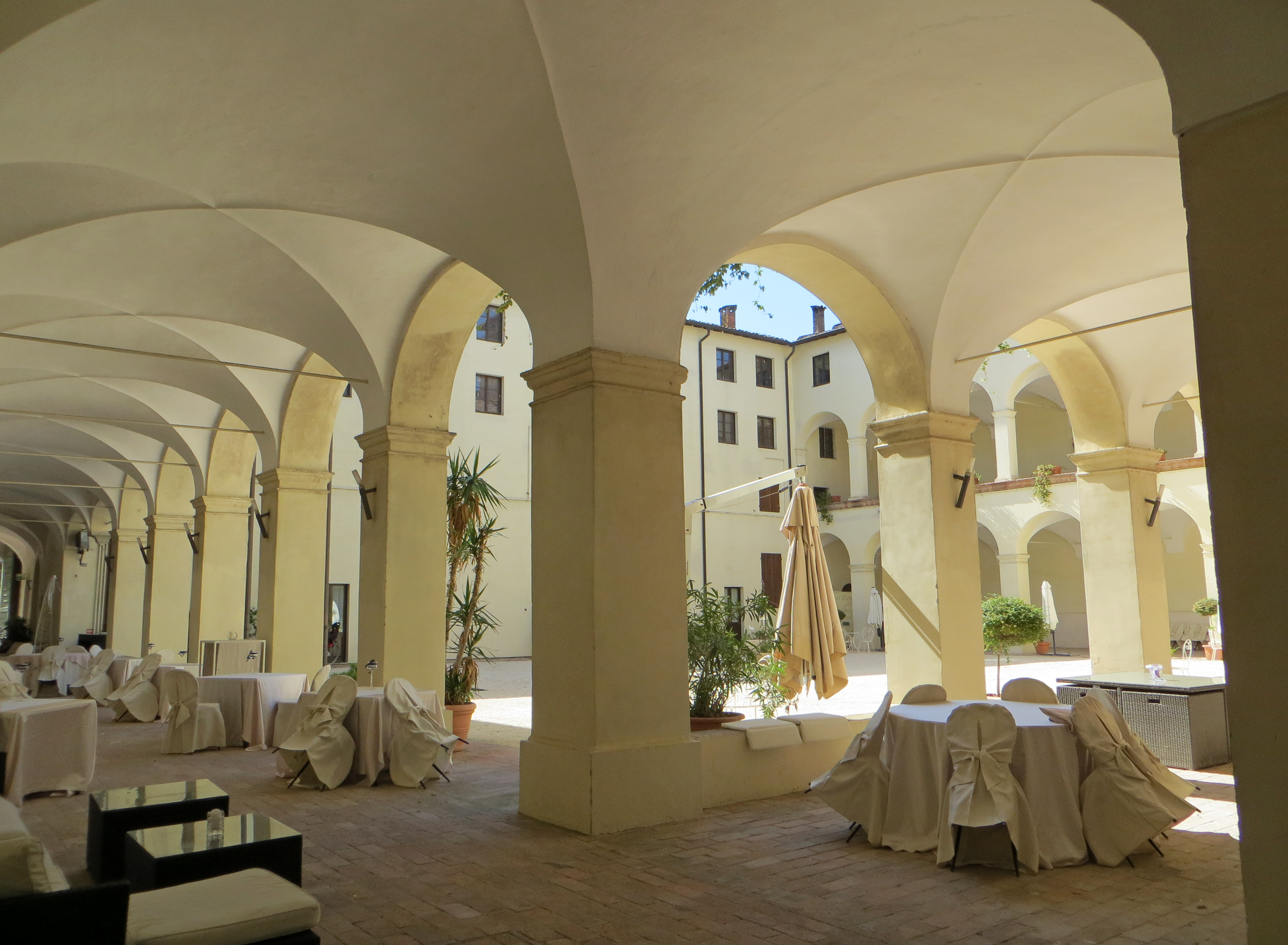
Porticato dei lati sud ed est

Il chiostro neoclassico, al cui centro è collocato l'antico pozzo, è contornato sui lati nord, est e sud da un porticato interamente intonacato ad arcate a tutto sesto, sostenute da pilastri a sezione quadrata con capitelli; l'ala orientale del capitolo a livello terreno mostra le eleganti colonne medievali con elaborati capitelli, murate nel XVIII secolo e parzialmente scoperte durante l'ultima ristrutturazione. Al primo piano si sviluppa un analogo loggiato, sovrastato al livello superiore da una serie regolare di finestre quadrate.
All'interno al piano terreno si apre direttamente sul porticato la sala del refettorio, adibita a ristorante; l'ampio ambiente si sviluppa su tre navate suddivise da colonne tuscaniche in pietra, a sostegno delle bianche volte a crociera di copertura.
Al primo piano si affacciano sul loggiato le due antiche camerate di San Luigi e San Filippo, con le celle dei monaci poi adibite a stanze dell'albergo; la sala comune dell'ala di San Filippo ospita il piccolo Museo delle Fisarmoniche, che raccoglie 28 strumenti risalenti al XIX e XX secolo, donati da Angiolino Vitelli; vi è esposta anche una fisarmonica appartenuta al musicista Gigi Stok, al quale il museo è intitolato. Accanto è collocata l'ex cappella neoclassica del duca Ferdinando, adibita a sala convegni.